# Rally Islas Canarias - El Corte Inglés de 2002
El Rally Islas Canarias - El Corte Inglés de 2002, oficialmente 26.º Rally de Canarias - El Corte Inglés, fue la vigesimosexta edición, la séptima cita de la temporada 2002 del Campeonato de Europa de Rally y la primera cita de la temporada 2002 del Campeonato de España de Rally. Se celebró del 12 al 13 de abril y contó con un itinerario de diecisiete tramos que sumaban un total de 292 km cronometrados.

## Clasificación final
| Pos. | Piloto              | Copiloto           | Automóvil                  | Tiempo    | Diferencia |
| ---- | ------------------- | ------------------ | -------------------------- | --------- | ---------- |
| 1.   | Jesús Puras         | Carlos Del Barrio  | Citroën Xsara WRC          | 3:09:55.0 | 0.0        |
| 2.   | Luis Monzón         | José Carlos Déniz  | Peugeot 206 WRC            | 3:11:11.2 | +1:16.2    |
| 3.   | Flavio Alonso       | Vidal Arencibia    | SEAT Córdoba WRC Evo3      | 3:12:19.7 | +2:24.7    |
| 4.   | José Mari Ponce     | Carlos Larrodé     | Volkswagen Golf IV Kit Car | 3:21:53.2 | +11:58.2   |
| 5.   | Antony Warmbold     | Gemma Price        | Toyota Corolla WRC         | 3:23:11.3 | +13:16.3   |
| 6.   | José Antonio Torres | Víctor Pérez       | Citroën Saxo Kit Car       | 3:25:16.1 | +15:21.1   |
| 7.   | Manuel Muniente     | Borja Rozada       | Peugeot 206 S1600          | 3:26:15.0 | +16:20.0   |
| 8.   | Enrico Bertone      | Danilo Fappani     | Ford Focus WRC '99         | 3:26:54.9 | +16:59.9   |
| 9.   | Santi Concepción    | Víctor Del Rosario | Mitsubishi Lancer Evo VI   | 3:28:45.3 | +18:50.3   |
| 10.  | Emilio Segura       | Ignacio Aviñó      | Peugeot 206 S1600          | 3:29:26.3 | +19:31.3   |